# Царството божие е вътре във вас
Царството Божие е вътре във вас (на руски: Царство Божие внутри вас) е трактат на руския писател Лев Толстой, публикуван за първи път в Германия през 1894 година. Определяна като един от шедьоврите на Толстой, книгата е оказала силно влияние върху Махатма Ганди, за която той заявява, че една от трите оставили най-дълбок отпечатък върху съзнанието му.
Трактата Толстой пише с неголеми прекъсвания около три години, от юли 1890 г. до май 1893 г. Първоначалното му намерение е било да напише само неголям предговор към превода на брошурата „Катехизис на несъпротивлението“.
В творбата Толстой описва принципа на ненасилствената съпротива, като развива своите християно-анархистични възгледи.
В нея той разглежда съпротивата и сдържаността на управляващите класи срещу истинското християнство, като защитава тезата, че всички правителства, които водят война, са противници на неговите принципи.
Заглавието на книгата е взето от Евангелие на Лука, 17:21. Освен Ганди, до когото е и последното писмо на Толстой, произведението вдъхновява и Мартин Лутър Кинг.